# Родина (культурный центр)
Культурный центр «Родина»  — архитектурный памятник, находящийся в городе Элиста, Калмыкия.

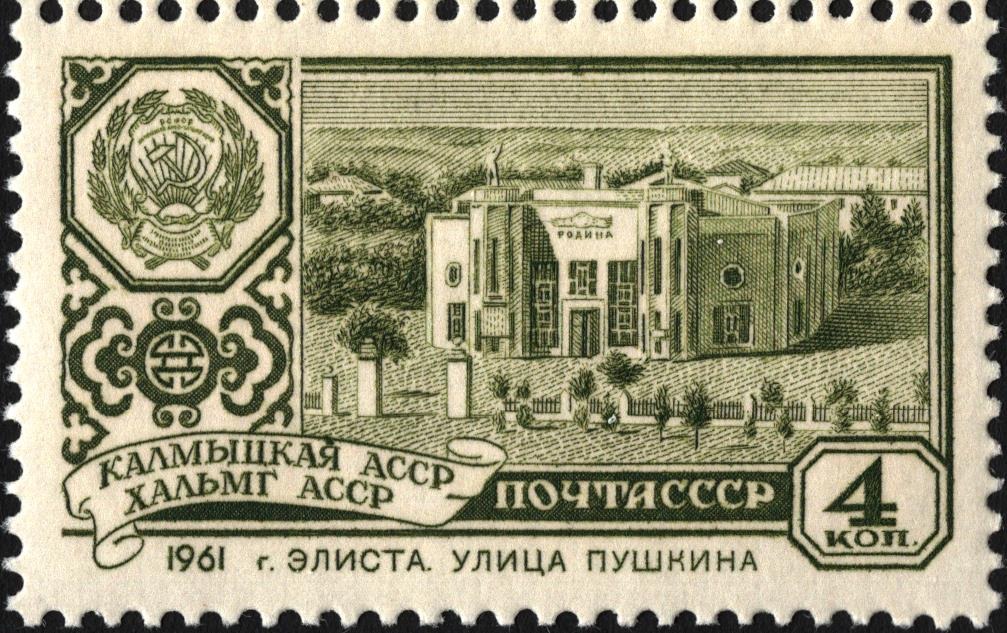
Почтовая марка СССР 1961 года выпуска, на которой изображён центр «Родина»

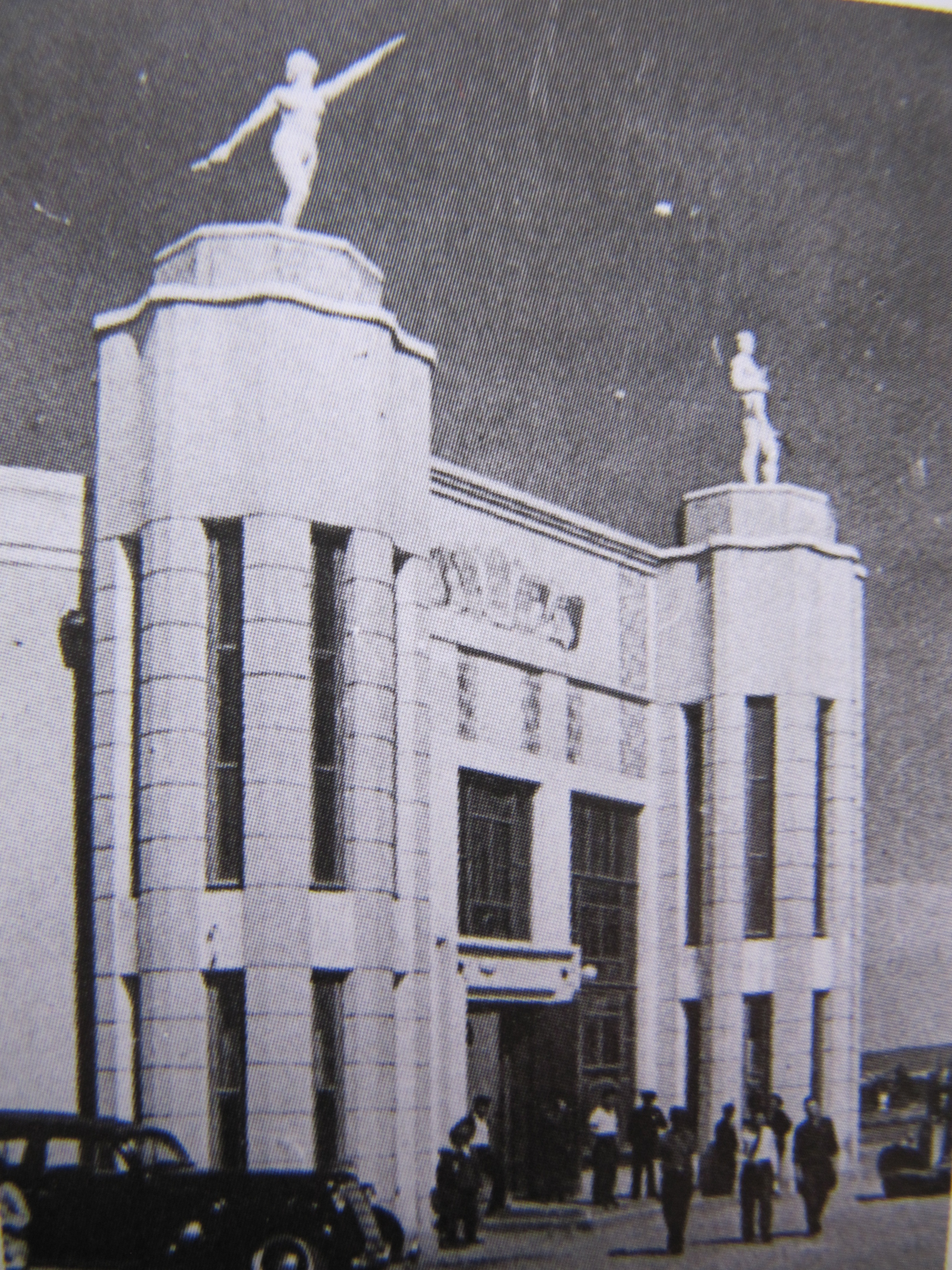
Довоенное фото культурного центра «Родина»

Культурный центр «Родина» является первым в Элисте широкоформатным кинотеатром. Здание внесено в список объектов культурного наследия Республики Калмыкия. Возле культурного центра «Родина» располагаются памятник жертвам сталинского геноцида и сквер, в котором находится памятник русскому поэту Александру Пушкину.

## История
Строительство кинотеатра началось в 1938 году по типовому проекту архитектора В. П. Калмыкова. Кинотеатр был торжественно открыт 15 ноября 1938 года. Здание кинотеатра было украшено декоративной росписью, выполненными по эскизам художника-графика Владимира Фаворского. На двух колоннах здания находились статуи, изображающие рабочего и спортсменку. Утрачены в 1974 году после реконструкции здания, была также утрачена роспись Владимира Фаворского.
В 1942 году после оставления Элисты немецкими войсками здание было заминировано и было спасено благодаря своевременным действия советских сапёров.
С 1965 по 1982 год директором кинотеатра «Родина» был Герой Советского Союза Батор Манджиевич Басанов.
В 1995 году на базе кинотеатра был создан Дом ветеранов. В июле 2001 года кинотеатр был преобразован в культурный центр «Родина».
7 мая 2009 года решением Народного Хурала (Парламента) Республики Калмыкия № 226-IV «Об утверждении Списка объектов культурного наследия Республики Калмыкия» памятник внесён в реестр объектов культурного наследия Республики Калмыкия (№ 290).
В настоящее время в культурном центре проводятся различные культурные мероприятия и демонстрируются кинофильмы.

## Память
В 1961 году была выпущена почтовая марка «Калмыцкая АССР», на которой изображён культурный центр.